# Комашиці (Свентокшиське воєводство)
Комашиці (пол. Komaszyce) — село в Польщі, у гміні Ґоварчув Конецького повіту Свентокшиського воєводства.
Населення — 185 осіб (2011).
У 1975-1998 роках село належало до Радомського воєводства.

## Демографія
Демографічна структура на день 31 березня 2011 року:
|          | Загалом | Допрацездатний вік | Працездатний вік | Постпрацездатний вік |
| -------- | ------- | ------------------ | ---------------- | -------------------- |
| Чоловіки | 94      | 15                 | 68               | 11                   |
| Жінки    | 91      | 13                 | 52               | 26                   |
| Разом    | 185     | 28                 | 120              | 37                   |